# Настоящие дни
«Настоя́щие дни» — песня советской и российской рок-группы «Пикник», сочинённая Эдмундом Шклярским до 1990 года под впечатлением от прочтения трактата «Дао дэ Цзин» древнекитайского философа Лао-цзы. Одними исследователями интерпретировалась как символическое отражение переживаний в связи с историческими событиями конца 1980-х — начала 1990-х годов, другими — как отвлечённое размышление о внутренней борьбе с собой и мимолётности человеческой жизни. Песня включена в пятый студийный альбом «Пикника» «Харакири», выпущенный в 1992 году. За её исполнение на Международном телефестивале популярной музыки «Шлягер-90» в Ленинграде группа была награждена дипломом. Песня включена в концертный репертуар «Пикника» с 1990 года до настоящего времени.

## Запись и концертные исполнения
Песня была написана Эдмундом Шклярским не позднее 1990 года, после прочтения трактата «Дао дэ Цзин» древнекитайского философа Лао-цзы, основоположника учения даосизма. По словам музыканта, ему запомнилась идея о том, что когда «какое-то явление окружалось со всех сторон, ты его мог чуть ли не физически потрогать, но оно, поскольку не называлось, каждый понимал это по-своему». «Настоящие дни» он определил как интерпретацию, ассоциации, «перекличку» с такой идеей: «Что-то окружается вокруг сторон, не называется что, чтобы слушатель это сам как-то додумал». Таким образом, Шклярский оставляет слушателю «место для додумывания», так как личное ощущение, по его мнению, лучше характеризует реальность.
Песню включили в трек-лист пятого студийного альбома группы «Пикник» «Харакири», который был записан в январе 1991 года в киностудии «Ленфильм» и выпущен Ленинградским заводом «Мелодии» в конце 1992 года. Во второй половине 1990-х годов произведена новая студийная запись альбома, и начиная с 2001 года он выпускается в перезаписанном варианте. Лаконичность формы «Настоящих дней», как и других песен в альбоме, закладывалась целенаправленно: на возможности эфирного радиовещания в продвижении альбома музыканты не рассчитывали, потому требовалось «быстро», за «несколько секунд» привлечь внимание слушательской аудитории. Подход к аранжировке композиции заимствован у Дэвида Боуи. Позже студийная версия «Настоящих дней» переиздавалась в составе альбомов-сборников: «Настоящие дни. 1982—1992» (2002) и «Пущенная стрела» (2013).
В концертной программе «Пикника» «Настоящие дни» впервые появились ещё до записи в студии: в июне 1990 года её сыграли на Международном телефестивале популярной музыки «Шлягер-90» в Ленинграде, позже — на выступлении в рамках культурной программы «ЭКСПО-90» в Осаке. За исполнение песен «Настоящие дни» и «Мы как трепетные птицы» группа была награждена дипломом участника финала «Шлягера-90» и получила премию — путёвку на один из черноморских курортов. По «джентльменскому соглашению» путёвку передали супруге Шклярского — Елене.
В начале 2000-х годов тексты обеих песен были переведены на польский — один из языков, на котором Шклярский-поляк по отцу разговаривал с детства. В 2004 году польскоязычная версия «Настоящих дней» (Gorące Dni — дословно «Горячие дни») в качестве бонус-трека включена в переизданный альбом «Чужой», в составе коллекционной серии «Пикник". Полная история». В интервью 2013 года Шклярский заявил, что группа не исполняет на концертах эти песни на польском языке, и что частью репертуара «Пикника» их назвать «вообще сложно».
В последующем музыканты исполняли «Настоящие дни» в составе практически всех концертных программ группы. По признанию Шклярского, сделанному в 2014 году, «Настоящие дни» входят в пятёрку его самых удачных авторских работ — и этот выбор совпадает с композициями, которые выделяют зрители на концертах «Пикника». Само название песни неоднократно использовалось в наименованиях изданий и произведений, связанных с группой: так озаглавлена одна из частей книги бас-гитариста «Пикника» Марата Корчемного и некоторые концертные программы, например, 2023 года, а документальный фильм, вошедший в CD Box «Пикник". Полная история», назван «Почти настоящие дни».

## Участники записи
| - Эдмунд Шклярский — вокал, гитара, - Виктор Евсеев — бас-гитара, - Сергей Воронин — клавишные, | - Леонид Кирнос — ударные, - Андрей Мерчанский — гитара, - Юрий Ключанцев — саксофон |  |

В соответствии с информацией на конверте первого издания альбома

## Художественные особенности
Песня открывает альбом «Харакири», в составе которого нет композиции с одноимённым названием, но в самом тексте «Настоящих дней» присутствует лексема харакири. В интервью журналу Fuzz Эдмунд Шклярский признал, что поездка в Японию в 1990 году «не особо» отразилась на альбоме «Харакири» — в большей степени повлияли его впечатления от прочтения романа «Так говорил Заратустра. Книга для всех и ни для кого» немецкого философа Фридриха Ницше. Как считает С. Курий, именно этим влиянием объясняется «нордическая жёсткость и даже некая безжалостность» «Настоящих дней», нехарактерная, по его мнению, для предыдущих песен «Пикника». Исследователь обращает внимание на трагические события самого периода, когда создавались песни и записывался «Харакири»: «мрачное и стоическое» настроение альбома определила атмосфера «апокалипсиса в отдельно взятой стране». А в «Настоящих днях» наилучшим образом отразились «ощущение от слома устоявшегося и предчувствие неизвестного, но пугающего, будущего». «Драматическое» клавишное вступление и «грозные» риффы уже настраивали слушателя на «тревожный и суровый лад». Но и здесь, замечает Курий, Шклярский «не изменил себе» и выразил свои ощущения от «настоящих дней» чередой именно и только символических образов и ассоциаций.
«Лейтмотивом этой композиции стал страх темноты, "страх, что будет потом". Люди в серых пальто ждут света, ну а когда, наконец, наступит день, тени будут уже не в счёт. До следующей ночи…».
По мнению И. Никитиной, в мировоззрении лирического героя Шклярского обнаруживается сходство с учением о непрерывном изменении и «мимолётности всего сущего» древнегреческого философа Гераклита. Так, мир в восприятии лирического героя изменчив и цикличен, а его собственная жизнь кратковременна. Окружающее постоянно изменяется — человек не успевает осознавать эти изменения. Порой всё заканчивается, «не успев начаться», но тем не менее, проходя по кругу — неизменно возвращается. Как «возвращается» к жизни и сам человек. Однако констатация факта мимолётности жизни, считает Никитина, не делает творчество «Пикника» трагичным и безысходным. Принимая положение дел «как данность, как неизбежность, как должное», лирическому герою «Настоящих дней» ничего не остаётся как просто жить и «использовать» эту жизнь максимально — «на всю катушку». Как предполагает исследователь, прилагательное настоящее в названии песни может означать «самое лучшее, что только может быть, самое правильное, то, что максимально предопределено сложившейся ситуацией: самый высокий минарет, "самое правильное" харакири», причём всё это — именно «здесь и сейчас». «Если будет новый день», цитирует далее Никитина, значит не стоит бояться тени, пусть бы страх темноты, то есть смерти, и был вызван мимолётностью человеческого существования. А «если тушат свет», значит этим нужно воспользоваться. И концепт «грех», который исследователь в данном случае интерпретирует как сексуальный акт, на самом деле становится «утверждением жизни, спасением от страха смерти». Именно отсутствие страха смерти и делает лирического героя Шклярского свободным.
Выводы В. Курской также соотносятся с пониманием категории настоящего у Шклярского как того, что «здесь и сейчас». Текст «Настоящих дней» она приводит в обоснование тезиса о том, что в художественном мире автора нет прошлого и будущего — есть только настоящее, и лирический герой живёт сегодняшним днём. Вообще отследить событийный ход времени в стихотворных текстах «Пикника», по её мнению, невозможно — время в них циклично и проявляет себя как смену ночи и дня. Подобное, в первую очередь, символическое противопоставление тьмы и света Курская отмечает в строке «Если тушат свет — значит, грех так грех». Кроме того, она углубляет здесь понимание категории греха, интерпретируя его не просто как сексуальный акт, а как блуд, практику оргии, когда «гасят свет, и все участники не глядя вступают в половые отношения с теми, кто стоит рядом». Концепт «грех» у Шклярского, считает Курская, носит десакрализованный характер — сводится к нарушению моральных, а не религиозных норм.
С. Королевская изначально подходит к анализу стихотворных текстов «Пикника» с позиций учения даосизма, о влиянии которого говорил сам автор. Такой подход демонстрирует, что традиция «борьбы с несправедливым миром», характерная для отечественной рок-поэзии в целом, не затронула поэтическое творчество Шклярского. Философски интерпретируя действительность, используя комплексные категории света и тьмы, автор создаёт свой мир — показывает внутреннюю борьбу человека и победу над собой, а также «враждебными обстоятельствами внешнего мира». Королевская обращается к тексту «Настоящих дней» как к одному из источников лексических единиц — слов и словосочетаний, включаемых именно в категорию тьмы (для этой цели также были выбраны песни «Королевство кривых», «Бал» и «Фиолетово-чёрный»). Так, в строках «Это чёрный чулок на загорелой ноге / Это страх темноты, страх, что будет потом» такими лексическими единицами являются слова чёрный и темно — однокоренное с темнотой. Подобная лексическая репрезентация «тёмного мира», утверждает Королевская, помогла Шклярскому наглядно продемонстрировать внутреннюю борьбу лирического героя.